# Thierry Giappiconi
Pour les articles homonymes, voir Giappiconi.
Thierry Giappiconi, né le 3 juin 1948, est un conservateur de bibliothèque français, qualifié comme maître de conférences en Sciences de l'information et de la communication, auteur de travaux de recherche et d’applications bibliothéconomiques. Docteur en histoire moderne, il consacre ses recherches historiques à la Corse du XVIIIe siècle.

## Biographie

### Le directeur de bibliothèque
Nommé directeur de bibliothèque de Fresnes en 1975, il se consacre à l’installation de la bibliothèque dans de nouveaux locaux 1976 et à l’élargissement de sa fréquentation.
Son activité en faveur de la lecture publique est marquée par diverses initiatives, parmi lesquelles la publication d’une bibliographie critique du roman d’espionnage. À partir de 1986, il s'attache à la promotion de la littérature française classique pour compenser le recul des programmes littéraires au collège et au lycée par l'édition d'une bibliographie de vulgarisation de la littérature médiévale à destination du grand public. Ce projet est poursuivi de 1987 à 1989, par la publication de plusieurs bibliographies des éditions et traductions disponibles dans Livres Hebdo et de l’organisation d’un cycle de formation de bibliothécaires sur la littérature françaises du Moyen Âge au dix-septième siècle. C’est dans le prolongement de ces initiatives que la bibliothèque de Fresnes se voit confier la responsabilité d’un fonds de littérature française du XIe au XIXe siècle dans le cadre de la politique de développement partagé des collections du département du Val de Marne.
À partir de 1988,Thierry Giappiconi fait de la bibliothèque municipale de Fresnes un terrain d’innovation bibliothéconomique. Lors de son informatisation en 1989, cette bibliothèque inaugure la récupération complète et cohérente des données bibliographiques de la Bibliothèque nationale. Grâce à l’importation complète du fichier d’autorité, du respect de l’intégralité des données bibliographiques et d’autorité par l’adoption de leur format INTERMARC d’origine, Fresnes parvient à importer non seulement des notices, mais un système complet de contrôle bibliographique.  L’indexation et la cotation sont alors portés à la commande (et non plus après réception) et les opérations de constitution du catalogue réduites à quelques secondes.
La bibliothèque de Fresnes renouait ainsi avec l'ambition du projet CANAC qui en 1973 devait contribuer à « la mise en place de réseaux d'information » et à « l'amélioration de la gestion des bibliothèques », visant ainsi à harmoniser « l'activité des différentes bibliothèques dans l'ensemble du pays », de façon à faire converger le développement des collections et la conservation, de façon complémentaire. Ce rôle vaudra à la bibliothèque de Fresnes d'être associée au projet opencat et de s'inscrire pleinement dans le projet de transition bibliographique.
À partir de 1993, le projet de construction de la nouvelle bibliothèque est l’occasion de développer plusieurs idées : l’intégration des services traditionnellement séparés par supports (discothèques, multimédia, etc.), selon une logique de contenu défini par un plan de développement des collections ; le développement d’espaces de travail sur des objectifs affirmés de formation, l’ergonomie des postes de travail et l’automatisation des prêts-retour (avec le concours du médecin ergonome Antoine Laville et du styliste Ronan Bourroulec), et la recherche de fonctionnalités optimum des circulations.
L’approche bibliothéconomique de Thierry Giappiconi se fonde sur une vision politique et stratégique qu’il développe dans son livre consacré à l’adaptation des outils de management publics à la gestion des bibliothèques selon une approche pluridisciplinaire inscrite dans l’interaction des politiques publiques : enfance, réussite scolaire, formation d’une pensée libre et indépendante, insertion sociale, emploi, etc. Le rôle de la bibliothèque est ainsi conçu comme l’expression d’une volonté d'égalité des chances devant l’accès à la culture, et non comme celui d’une simple fonction de loisirs. Sa contribution à la mercatique des bibliothèques est abordée sous l’angle du marchéage ou marketing mix. Cet emprunt au management d’entreprise ne vise pas à définir la finalité de l’offre, mais à faire de la mercatique une stratégie opérationnelle subordonnée à la stratégie générale et à la politique pour « Ajuster l'offre au service des objectifs des bibliothèques publiques et de la qualité de leurs services ». S’inspirant du Strategic Marketing for Nonprofit Organizations d’Alan Andreasen et Philip Kotler, il adapte les quatre fonctions du marchéage – produit, prix, distribution et promotion – au contexte d’un service gratuit et d’intérêt général dans une logique d’administration publique.
Il fut ainsi, selon le professeur Jacques Bourdon, l’un des rares à « utiliser les développements de la réflexion managériale au renouvellement d’une activité publique donnée », en ouvrant le management des bibliothèques «à la réflexion critique d’une part, à l’insertion des bibliothèques dans l’action publique d’autre part »pour « reformuler des questions de sens et de signification (de toute action ou politique publique) sans lesquelles l’arsenal des pratiques gestionnaire ne serait que le signe d’une pure rationalisation à dérive technocratique »
Thierry Giappiconi a ainsi joué un rôle dans l'appropriation par les bibliothécaires français de la notion de politique documentaire fondée sur la formulation d’objectifs en relation avec les politiques de la collectivité et l’analyse des besoins de sa population sur le modèle « Pourquoi et pour qui ? ». Les objectifs ainsi définis, la  programmation s’opère par combinaison de la largeur (étendue des domaines traités) et de la profondeur (niveau) des ressources documentaires inspirée du Conspectus. Ce cadre méthodique sert de cadre de référence pour l’évaluation des collections et les acquisitions et le désherbage.
Il a également joué un rôle par sa contribution à l’évaluation des performances et des impacts des bibliothèques inspirée de l’évaluation des politiques publiques, notamment dans le cadre de l’IFLA, des travaux de normalisation de l’ISO et de l’AFNOR et des premières Northumbria international conference on performance measurement in libraries and information services et par la publication de son livre Manuel théorique et pratique d'évaluation des bibliothèques et centres documentaires.
La contribution de Thierry Giappiconi à la bibliothéconomie s'est développée dans un cadre international. De 1996 à 2000 il a été membre du Réseau International des bibliothèques publiques de la fondation Bertelsmann. Il a participé aux travaux de l'IFLA - section des Bibliothèques publiques dans laquelle il a participé à la révision du Manifeste de l’UNESCO) et section Management et marketing. Il a été membre du comité éditorial de la revue Performance Measurement and Metrics : The international journal for library and information services, et de celui Journal of Librarianship and Information Science. Il participe toujours aux travaux de normalisation de AFNOR et de l’ISO dans le domaine des statistiques et de l’évaluation.
Sa contribution professionnelle s'exerce en 2018 essentiellement dans la direction scientifique du classeur territorial Manager une bibliothèque territoriale et dans une activité de conseil et d’expertise bibliothéconomique auprès de la société GMInvent.

### L'historien
La contribution historique de Thierry Giappiconi est principalement consacrée à l’histoire de la Corse, des relations internationales et la guerre à l’époque moderne à laquelle il est rattaché tant par sa famille paternelle issue d’une branche d’une famille de mercenaires de la Venzolasca di Santa Lucia di Moriani liée à la république de Venise établie au Poggio de Tavagna, que par sa famille maternelle issue des Arrighi de Corte et des Simoni de Sorio.
Sa thèse sous la direction de Michel Vergé-Franceschi porte sur les Corses au service de la république de Venise et sur leur rôle dans la guerre d’indépendance qui opposa les Corses à la république de Gênes de 1729 à 1769. Il  a participé aux XIe journées universitaires d’histoire maritime de Bonifacio en 2009, aux Rencontres historiques d’Île-Rousse (2010 - 2011 - 2012) et au colloque Théodore organisé en 2013 dans le cadre de l’exposition du musée de Bastia. Il a publié plusieurs articles dont "Les Corses au service de la république de Venise (XVe – XVIIIe siècles)" et  "Des éléments nouveaux sur Théodore de Neuhoff et sa sœur la comtesse de Trévou", ainsi que deux livres aux éditions Albiana.

## Principales publications historiques
- De l’épopée vénitienne aux révolutions corses : Engagements militaires et combats politiques insulaires (XVe-XVIIIe siècle), Ajaccio, Albiana, 2018 (ISBN 978-2-8241-0866-7)
- Témoignages sur La seconde conquête française de la Corse (1739-1740), Ajaccio, Albiana, 2021 (édition scientifique de deux manuscrits, Mémoires historiques de ce qui s’est passé de plus mémorable en Corse depuis l’an 1562, conservé à la Bibliothèque Méjanes et Mémoire extrait de la correspondance de la Cour et des généraux pendant les campagnes de 1738 et 1739 en Corse, de Noël Jourda, comte de Vaux, conservé au Service Historique de la Défense.).

## Principales publications professionnelles
- Ajuster l'offre : les outils du marketing au service des objectifs des bibliothèques publiques et de la qualité de leurs services, travail de recherche mené dans le cadre du réseau international des bibliothèques publiques de la fondation Bertelsmann. éditions : Adjusting the product: the tools of marketing, Scarecrow Press, 1999 (International Network of Public Libraries, vol. 2)  ; Die Anpassung des Angebots - Marketinginstrumente dienen den Zielsetzungen Öffentlicher Bibliotheken und der Qualität ihrer Dienstleistungen, Verlag Bertelsmann Stiftung, 1997 (Internationales Netzwerk Öffentlicher Bibliotheken, Band 2); La adaptación de la oferta : Instrumentos de marketing para establecer los objetivos de las bibliotecas públicas y la calidad de sus servicios, Fundación Bertelsmann, 1999 (Biblioteca y gestión : Red international de bibliotecas pùblicas, Tomo 3
- Je prends mon poste de directeur de médiathèque (en collaboration avec Fabrice Anguenot et Joël Clérembaux), Territorial Éditions, 2018. (troisième édition mise à jour en 2024)
- Manager une bibliothèque-médiathèque territoriale (au titre de Directeur scientifique du classeur depuis 2012) Voiron, Territorial, 2012 et mises à jour.
- Management des bibliothèques : programmer, organiser, conduire et évaluer la politique documentaire et les services des bibliothèques de service public, (en collaboration avec Pierre Carbone) Éditions du Cercle de la Librairie, 1997, (Collection Bibliothèques).*
- Manuel théorique et pratique d’évaluation des bibliothèques et centres documentaires, Éditions du Cercle de la Librairie, 2001 (collection Bibliothèque)